# Battlestar Galactica (serie de televisión de 2004)
Battlestar Galactica es una serie de televisión de ciencia ficción militar estadounidense y parte de la franquicia Battlestar Galactica. El programa fue desarrollado por Ronald D. Moore y producido por Moore y David Eick como una reinvención de la serie de televisión homónima de 1978 creada por Glen A. Larson.  El piloto de la serie se emitió por primera vez como una miniserie de tres horas (que consta de cuatro horas de transmisión en dos partes) en diciembre de 2003 en el Sci-Fi Channel, a la que luego le siguieron cuatro temporadas regulares, finalizando su emisión el 20 de marzo de 2009. El elenco incluye a Edward James Olmos, Mary McDonnell, Katee Sackhoff, Jamie Bamber, James Callis, Tricia Helfer y Grace Park.
La serie recibió elogios de la crítica en ese momento y desde entonces, incluido un Premio Peabody, el Premio al Programa del Año de la Asociación de Críticos de Televisión, una ubicación dentro de los 100 mejores programas de televisión de todos los tiempos de Time y 19 nominaciones al Emmy por su guion, dirección, diseño de vestuario, efectos visuales, mezcla de sonido y edición de sonido, con tres premios Emmy (efectos visuales y edición de sonido).  En 2019, The New York Times colocó el programa en su lista de "Los 20 mejores dramas televisivos desde Los Soprano", un período que muchos críticos llaman una "edad de oro de la televisión". 
Battlestar Galactica está ambientada en un sistema estelar distante, donde una civilización de humanos vive en un grupo de planetas conocidos como las Doce Colonias de Kobol. En el pasado, las Colonias habían estado en guerra con una raza androide de su propia creación, conocida como los Cylons. Con la ayuda involuntaria de un científico humano llamado Gaius Baltar, los Cylons lanzan un repentino ataque furtivo contra las Colonias, arrasando los planetas y devastando sus poblaciones. De una población de varios miles de millones, hay alrededor de 50.000 supervivientes humanos; la mayoría estaban a bordo de naves espaciales civiles que no estaban cerca de los ataques iniciales. De toda la Flota Colonial, la Battlestar Galactica parece ser la única nave militar que sobrevivió al ataque. Bajo el liderazgo del comandante oficial de la Flota Colonial William "Bill" Adama (Olmos) y la presidenta Laura Roslin (McDonnell), la Galactica y su tripulación asumen la tarea de liderar la pequeña flota fugitiva de supervivientes al espacio en busca de una legendaria decimotercera colonia. conocida como Tierra.

## Historia
La historia narrada en la serie Battlestar Galactica abarca un período de unos cuatro años (aproximadamente el mismo tiempo que el tiempo de emisión real de la serie), pero a lo largo de la narración se aportan datos sobre los acontecimientos que dieron lugar a la situación actual, así como se sugieren posibles situaciones del futuro, principalmente a través de visiones de algunos personajes protagonistas. En realidad, esta segunda versión cuenta más la historia de los Cylon que de los humanos.

### Antecedentes
En un lugar impreciso del universo existe una avanzada civilización humana que habita en 12 planetas.
De acuerdo a la mitología de esta civilización, en el principio de los tiempos todos los seres humanos vivían juntos en un planeta llamado Kobol; ese planeta fue el lugar donde los primeros humanos fueron creados y por lo tanto era la cuna de la humanidad.
Los creadores de la humanidad fueron un grupo de dioses conocidos como los "Señores de Kobol"; y durante un largo período los humanos y sus dioses convivieron juntos en Kobol, hasta que por razones complejas la Humanidad se dividió en varias tribus.
12 de esas tribus partieron hacia un lugar del espacio donde colonizaron otros tantos planetas (cada planeta ocupado por los humanos se convirtió en una colonia); con el paso del tiempo esos 12 planetas o colonias formaron una república presidencialista federal. Esta federación es conocida comúnmente como las Doce Colonias.
Su civilización posee la capacidad de realizar viajes espaciales a una velocidad superior a la de la luz (Motores FTL), con una tecnología que podría llamarse mixta ya que conviven con automóviles de combustión interna y armas de fuego; como parte de esos avances científicos crearon una "raza" de robots conocida como los cylons para que trabajaran de obreros, soldados y sirvientes para los humanos (el origen de ellos se puede ver en la serie Caprica, una precuela que ocurre 50 años antes de la caída de Caprica).
Desafortunadamente para esta civilización, los cylons desarrollaron una identidad propia, y comenzaron a sentir que eran explotados como esclavos por unos seres corruptos y decadentes (los humanos) que no merecían el don de la vida; es por esto y por otras razones que los Cylon se rebelan contra los humanos dando inicio a la "Primera Guerra Cylon" que duraría doce años.
Al final de esa primera guerra ni los humanos ni los cylons habían obtenido la victoria en el terreno militar, ya que las fuerzas estaban muy igualadas. Por eso es que se firmó un tratado de armisticio entre el Gobierno Federal de las Doce Colonias de Kobol y los representantes de las fuerzas cylons. Ese tratado estipulaba que los cylons debían retirarse de los planetas de las Colonias de Kobol y de las zonas del espacio cercanas, y establecerse en un planeta muy lejano de los humanos; según el tratado, ni los humanos invadirían el planeta de los cylons ni estos atacarían a las Colonias. Una estación espacial fue construida en el sector del espacio por donde pasaba la línea imaginaria que separaba los dominios cylons de los humanos; de acuerdo al tratado cada año debía celebrarse una reunión en esa estación entre diplomáticos de ambas civilizaciones para verificar el cumplimiento de las condiciones del acuerdo de paz y negociar cualquier asunto técnico pendiente entre ambas partes. Sin embargo los cylons no acudieron a ninguna de las citas anuales durante 40 años, aunque la paz se mantuvo sin incidentes.

### Miniserie (Piloto)
40 años después del final de la Primera Guerra Cylon, los humanos, ya recuperados, viven en las 12 Colonias una aparente etapa de progreso económico y satisfacción social. 
En un lugar del espacio no muy lejos del sistema colonial tiene lugar la ceremonia de retirada de la Battlestar Galactica, destructor espacial pesado que, habiendo luchado en la Primera Guerra y con más de 50 años en activo, es considerada ya obsoleta y está destinada a convertirse en museo. Galactica es la última nave militar de antigua generación aún en servicio, la única no conectada a la red informática central de defensa –por decisión personal del oficial al mando, el comandante William Adama, veterano de la primera guerra que considera el excesivo automatismo de la nave un punto débil frente a un enemigo mecánico–. A la ceremonia asiste, como representante gubernamental, la Secretaria de Educación (Ministra de Educación) del Gobierno Federal de las 12 Colonias, Laura Roslin. 
Sin embargo, durante este tiempo de paz, los cylons han continuado evolucionando. Han desarrollado una tecnología que les permite crear ejemplares Cylon orgánicos, con apariencia humana, que reciben el nombre de cylons humanoides y son semejantes a cyborgs (seres en parte humanos y en parte máquinas). Esos nuevos cylons, idénticos en todo a los humanos (en la sangre, la piel, el sistema digestivo y los órganos reproductores, hasta el punto de poder mantener relaciones sexuales y procrear hijos, etc.), se han infiltrado durante años en la civilización humana. Algunos de ellos ni siquiera saben que son Cylons, habiendo sido reprogramados con falsos recuerdos de vidas humanas que no vivieron para convertirse en agentes durmientes, listos para activarse en el momento oportuno. Existen 12 modelos diferentes de cylons humanoides (un decimotercer modelo fue descartado). No se sabe con exactitud cuántas copias de cada modelo existen. 
Una espía cylon del modelo número Seis logró acceder al sistema central de ordenadores del Ministerio de Defensa de los humanos, gracias a su relación sentimental con un famoso científico que trabaja en proyectos de defensa (el Doctor Gaius Baltar); de esta manera, los cylons consiguen desactivar e inutilizar casi todas las naves de combate de los humanos y los sistemas de armas de sus bases en tierra. De inmediato lanzan un devastador ataque por sorpresa con armas de destrucción masiva (principalmente armas nucleares) contra los 12 planetas habitados por los humanos sin encontrar prácticamente resistencia. Esta acción es conocida como la Segunda Guerra Cylon.
Miles de millones de seres humanos mueren en el ataque y solo sobreviven unos cuantos miles que estaban en órbita en naves civiles comerciales y de turismo, o alejados de las ciudades. El gobierno en pleno es eliminado, incluyendo el presidente de las 12 Colonias, el Vicepresidente y el resto del Gobierno Federal. 
Tras conocer el ataque, la Galactica entra en combate. No obstante, la batalla dura poco. La superioridad de los Cylon, la completa destrucción de las Colonias, de la raza humana y de toda la capacidad defensiva militar obligan a Adama a admitir que la guerra ha concluido y los humanos la han perdido. No queda otra alternativa que la huida. 
Laura Roslin asume la presidencia de las colonias al ser el último miembro del gobierno con vida. Reclama la autoridad política sobre los supervivientes de la tragedia. Sin embargo, Roslin oculta que padece un cáncer terminal. Roslin y Adama llegan a un acuerdo para compartir el poder (él ejercería la autoridad en asuntos militares y ella la autoridad en asuntos civiles y administrativos). Reúnen a las naves con supervivientes e inician una desesperada huida ante la implacable persecución de los Cylons. Sin embargo, solo las naves con capacidad de salto hiperespacial pueden unirse a la flota, por lo que muchos humanos son abandonados. Entre los salvados se encuentra el doctor Gaius Baltar, que gracias a su prestigio como científico ha conseguido subir a una nave militar de rescate que había aterrizado en el planeta Caprica, la capital de las 12 colonias.
Ante la desmoralización de los supervivientes, Adama revela a la población un supuesto secreto de estado: según una leyenda de la mitología religiosa de las 12 colonias, existió otra tribu humana, la número 13, que fue a vivir a un mítico y misterioso planeta llamado Tierra. Adama –que como alto cargo militar tiene conocimiento de esta información confidencial– afirma que la leyenda es cierta y dice conocer la situación de ese mundo que puede ser su refugio luego del desastre. La mayoría se aferra a esa remota posibilidad y deciden comenzar el viaje. En privado, Adama y Roslin confiesan no creer en la leyenda –ni siquiera en la existencia de entidades divinas– y mucho menos conocer la situación de la Tierra.

### Primera temporada
La primera temporada de la serie transcurre en medio de la guerra entre los humanos supervivientes y los cylons que los persiguen, pero también entre las intrigas políticas que suceden dentro de las naves que transportan a los humanos. La presidenta Roslin debe enfrentarse a sus numerosos enemigos políticos que quieren destituirla por no considerarla apta para dirigir los destinos de la especie humana en tan terribles momentos, aunque la mayoría de ellos solo desean el poder; uno de sus enemigos más poderosos es un exterrorista llamado Tom Zarek, que estaba en prisión cuando ocurrió el ataque cylon y fue indultado por la propia presidenta.
Mientras tanto, los militares, con Adama a la cabeza, desconfían de la capacidad de los políticos civiles para mantener el orden y brindar servicios básicos a una población de refugiados que intentan vivir sus vidas como antes de la tragedia dentro de las naves espaciales; por eso los militares se mueven constantemente en la delgada línea entre mantener su lealtad constitucional a la presidenta Roslin o asumir directamente el poder sobre los sobrevivientes que viajan bajo su amparo.
Entre los militares protagonistas, además del propio Adama, cabe destacar a Saul Tigh, su primer oficial; los pilotos Lee Adama (hijo del comandante), conocido como Apolo; Kara Thrace, una piloto conocida por el sobrenombre de Starbuck; Sharon Boomer Valerii; Karl Helo Agathon (que se quedó en Caprica para dejar su lugar en la nave a Baltar) y el jefe de mecánicos Galen Tyrol, entre otros.
Otra línea argumental es la de los cylons humanoides infiltrados dentro de la flota de sobrevivientes, los cuales crean un ambiente de paranoia entre la población sobreviviente; algunos de ellos son fanáticos anti-humanos leales a la causa cylon, pero otros empiezan a dudar de su misión y a cuestionar sus ideas cuando comienzan a sentirse identificados con los humanos y hasta llegan a enamorarse de sus parejas humanas. 
Algunos cylons infiltrados son descubiertos pronto por la flota, como es el caso de Leoben (Número Dos), que protegía un depósito de armas, o Doral (Número Cinco), que se infiltra como relaciones públicas pero es descubierto por Gaius Baltar. En cambio, otros cylons permanecen ocultos, a veces debido a su programación que les impide reconocer su naturaleza cylon hasta que un hecho determinado activa su programación. Es el caso de la piloto Sharon Valerii (Número Ocho), aunque en temporadas posteriores se averiguará que hay otros casos como el de ella.
Por último, otro extraño caso de infiltración cylon en la flota es una manifestación "virtual" de la Número Seis en el cerebro de Gaius Baltar, una presencia que solo él puede ver y que en ocasiones le aconseja y en otras se burla de él, mientras intenta adoctrinarle sobre la fe del monoteísmo cylon.
Por su parte, el piloto Karl Helo Agathon, que se quedó en Caprica para facilitar la salvación del doctor Baltar, contacta con otra copia de la Número Ocho y la confunde inicialmente con su compañera Sharon Valerii, mientras intenta escapar de las tropas cylon y encontrar algún grupo local de la resistencia humana. Como resultado de esta relación, esta Número Ocho queda embarazada.
Al final de la primera temporada, la presidenta Roslin empieza a tener visiones místicas y a creer que ha sido elegida para llevar a los sobrevivientes a la Tierra, y que la leyenda no es un mito sino una realidad. Esto hace que se enfrente al comandante Adama, en un conflicto que se agrava cuando la flota localiza el planeta Kobol, lugar legendario de nacimiento de la Humanidad. La flota se divide en dos entre los partidarios de Roslin y los de Adama, llegando incluso los militares a deponer a Roslin. Mientras tanto, Roslin envía en secreto a Starbuck de vuelta a Caprica para que localice un objeto, la llamada Flecha de Apolo, que debería ayudarles a localizar la posición del planeta Tierra. La temporada acaba cuando Boomer es activada como agente cylon y dispara de forma imprevista sobre el comandante Adama, poniéndolo al borde de la muerte.

### Segunda temporada
En la segunda temporada de la serie, las tensiones políticas dentro de la flota se agravan, al tiempo que aumenta la esperanza de encontrar un planeta donde poder iniciar una nueva vida.
El comandante Adama logra sobrevivir al atentado, pero permanece durante un tiempo en estado de coma. En su ausencia, el primer oficial Tigh declara la ley marcial, lo que incrementa las tensiones y las protestas entre los civiles. Finalmente, Adama se recupera y acuerda con Roslin descender al planeta Kobol con un grupo de hombres llevando la Flecha de Apolo que Kara Thrace ha traído desde Caprica. El grupo consigue encontrar un monumento perdido, la Tumba de Atenea, donde se revela un mapa estelar de constelaciones que muestra la localización del planeta Tierra.
Nuevos cylons humanoides son revelados. Sharon Boomer Valerii (Número Ocho) es asesinada, pero su personalidad es recuperada ("descargada") por los cylons e insertada en un nuevo cuerpo. Esta tecnología, llamada de Resurrección, permite recuperar las memorias y conocimientos obtenidos por una copia de un modelo humanoide y reinsertarlos en otro cuerpo del mismo modelo. Este proceso se realiza en unas naves específicas dedicadas a tal efecto. Otro modelo femenino, el Número Tres, aparece infiltrado como periodista en la flota estelar, mientras que un modelo masculino, Número Uno, se oculta como sacerdote. Además, Starbuck es apresada por un tiempo en Caprica y sometida a experimentos médicos por otro modelo cylon conocido como "Simon" (Número Cuatro), de quien finalmente logra escapar.
Posteriormente, Starbuck y Karl Helo Agathon encuentran a un grupo rebelde de resistencia en Caprica, liderados por Samuel Anders, con quien Starbuck inicia una relación amorosa. Tras su regreso a Galactica, Kara insiste en regresar a Caprica para salvar a los miembros de la resistencia que ha dejado atrás, entre ellos Anders. Finalmente consigue convencer a Adama para que pueda volver y rescatarlos, pero trae consigo también a una copia del Número Uno, de quien los resistentes desconocían su naturaleza cylon, con lo que la copia del mismo modelo que estaba en la flota queda también al descubierto.
Entre los rescatados está también la copia del Número Ocho que está embarazada de Helo y que posteriormente da a luz a una niña, Hera, que es un híbrido humano-cylon. Su amor por el piloto la lleva a abandonar a los cylons. Aunque los humanos son al principio reacios a aceptarla tras la traición de Boomer Valerii, finalmente sus reiteradas muestras de lealtad les impulsan a admitirla como piloto. Es el primer cylon que sirve conscientemente a las órdenes del comandante Adama y será conocida como Sharon Atenea Agathon. De todos modos, Laura Roslin teme las consecuencias que puede suponer el nacimiento de Hera, una niña que es el fruto de la unión de un hombre y una "máquina" humanoide, y dice a sus padres que la niña murió poco después de nacer, aunque en realidad la ha entregado secretamente en adopción a una mujer.
Por otro lado, la aparición de una segunda nave de combate que sobrevivió al ataque cylon, la Pegasus, reaviva las esperanzas de la flota. El comandante Adama se ve desplazado del mando de la flota ya que la líder de la Battlestar Pegasus, la Almirante Cain, le supera en rango. Habrá confrontaciones muy graves entre Adama y Cain. Finalmente, Cain es asesinada por una Número Seis cylon que tenían presa en la Pegasus y que Gaius Baltar había dejado escapar. Adama se convierte así en Almirante.
Al final de la temporada, Roslin tiene que enfrentarse a Gaius Baltar por la presidencia. El descubrimiento de un planeta habitable (que será conocido entre los colonos como "Nueva Caprica") decantará el apoyo popular en favor de Baltar, partidario de establecerse en el planeta, frente a la opinión de Roslin, quien prefiere continuar la búsqueda de la Tierra, en parte por temor a quedar indefensos ante un ataque cylon. Aunque Roslin intenta arreglar las elecciones, finalmente reconoce su derrota y Baltar, tras ser nombrado presidente, declara que su primera decisión es establecer la colonia de Nueva Caprica. Sin embargo, la vida no es fácil para los colonos en el nuevo planeta, y al cabo de unos meses, la llegada de la flota cylon anuncia el fin de su libertad. El presidente Baltar tiene que anunciar su rendición y su sometimiento al poder de los cylons en Nueva Caprica.

### Webisodios: La resistencia
Entre la segunda y la tercera temporada, el canal SciFi Archivado el 9 de noviembre de 2007 en Wayback Machine. publicó en su web una serie de 10 miniepisodios bajo el título genérico de Battlestar Galactica: The Resistance ("La Resistencia"). En su totalidad, esta serie de "webisodios" dura poco más de 25 minutos y describe los preparativos de un atentado por parte de un grupo de colonos que se oponen al gobierno cylon en Nueva Caprica. Los resistentes están liderados por el antiguo primer oficial de Galactica, Saul Tigh. Otro miembro de la resistencia, Galen Tyrol, lidera el movimiento civil de oposición a los cylon y al gobierno títere de Gaius Baltar. Sin embargo, hay algunos humanos que trabajan secretamente para los cylon y que pueden abortar sus proyectos.

### Tercera temporada
La tercera temporada se centra inicialmente en la batalla entre humanos y cylons en Nueva Caprica, que culmina con una espectacular operación de rescate en la que la mayoría de humanos consigue escapar del planeta, aunque la nave Pegasus es destruida. Baltar consigue huir a bordo de una nave cylon y Laura Roslin recupera la presidencia.
Durante la operación de rescate, Roslin intenta proteger a la mujer que ha adoptado a Hera, la hija híbrida de Sharon Atenea y Karl Helo Agathon, pero ella muere en la refriega y la niña es salvada por una copia del modelo Número Tres.
Una vez salvados, algunos miembros de la antigua Resistencia ejecutan sumariamente a varios colaboradores humanos del gobierno cylon. Sin embargo, el oficial Felix Gaeta, que había sido secretario personal de Baltar durante la ocupación, consigue salvarse cuando se descubre que había estado pasando información a la Resistencia en secreto. En Nueva Caprica, Saul Tigh, que ha perdido un ojo a consecuencia de las torturas sufridas en una prisión cylon, también había tenido que ejecutar por envenenamiento a su esposa, Ellen Tigh, cuando se descubrió que ella había revelado los planes de la Resistencia a un Número Uno con la intención de salvar a su esposo.
En la flota cylon, Gaius Baltar y la Número Tres que salvó a Hera están cada vez más intrigados por la identidad de los cinco modelos restantes de cylons humanoides, que son desconocidos no solo para los humanos sino también para la mayoría de los propios cylons (a excepción del Número Uno), y que en lo sucesivo serán conocidos como los Cinco Finales (Final Five). Para descubrir su identidad, interrogan a un Híbrido, un modelo cylon de transición entre los primeros Centuriones robóticos y los cylons humanoides. Los Híbridos se han especializado en la dirección de las naves estelares cylon, y particularmente de su capacidad de salto hiperespacial, que realizan por propia voluntad y sin esperar el beneplácito de los cylons que pilotan la nave. Sin embargo, el Híbrido solo es capaz de emitir un discurso inconexo y aparentemente carente de sentido, que Baltar, pese a todo, consigue descifrar.
Por su parte, Kara Starbuck Thrace ha estado presa en una réplica de su antiguo apartamento en Caprica por una copia del Número Cinco, quien le hace creer que ha tenido una hija. Cuando esto se descubre como falso, Starbuck cae en una fuerte depresión, pero Helo Agathon le comenta que las pinturas que ella había pintado en su apartamento se parecen sospechosamente a la imagen de una nebulosa que han localizado.
Así, por distintos caminos, la flota colonial y la cylon convergen en un planeta que responde a las características sugeridas por el Híbrido y por las imágenes pintadas por Starbuck. Este planeta supuestamente alberga un objeto religioso mítico: el Ojo de Júpiter. Tras enviar una misión de reconocimiento al planeta, Galen Tyrol se siente misteriosamente atraído hacia un lugar en las montañas donde descubre un antiguo templo. La situación se complica cuando la Número Tres y Baltar también bajan al planeta en busca del Ojo de Júpiter y llegan a ese mismo templo. Allí, la Número Tres descubre cinco figuras luminosas que ella reconoce como los Cinco Finales, los últimos cinco modelos cylon. Baltar también intenta verlas, pero Tyrol se lo impide y lo conduce de regreso a Galactica, mientras el planeta entero desaparece por la explosión de una supernova.
La copia del modelo Número Tres que descubrió el templo que contenía el Ojo de Júpiter fue destruida, pero al ser resucitada en la nave de resurrecciones cylon, un Número Uno le comunica que ha trasgredido un tabú al descubrir las identidades de los Cinco Finales y su modelo debe ser archivado de forma permanente, lo que equivale a su eliminación. Esta decisión del Número Uno, así como su empeño en destruir a los últimos miembros de la raza humana en vez de buscar formas de convivir pacíficamente, le enfrenta a los modelos Número Seis y Número Ocho (salvo la copia conocida como Sharon Boomer Valerii), mientras que es respaldado por el resto de modelos conocidos. Este enfrentamiento conducirá a la guerra civil cylon.
Mientras tanto, Gaius Baltar ha sido conducido a la nave Galactica y es sometido a juicio por traición. El proceso toma una orientación imprevista cuando Lee Apolo Adama se convierte en el máximo defensor de la legalidad al exigir un juicio justo para Baltar, lo que lo lleva a enfrentarse a su padre, el almirante Adama. Finalmente, Baltar es declarado "no culpable" y puesto en libertad. Durante la vista también se devela que el cáncer de la presidenta Roslin, que aparentemente se había remitido, ha vuelto a desarrollarse.
Gracias a los cálculos de Félix Gaeta, la flota se dirige hacia una nebulosa que es la única pista con la que cuentan los humanos para aproximarse a la Tierra. Al llegar a ella, cuatro personas empiezan a oír una extraña música que no es perceptible para el resto. Son Saul Tigh, Samuel Anders, Tory Foster (asistente de la presidenta Roslin) y Galen Tyrol. Tratando de localizar el origen de la música, los cuatro llegan a reunirse en un mismo lugar y comprenden, con estupor, que ellos también son cylon. Siempre lo han sido, aunque no lo sabían y habían estado viviendo durante años como humanos con recuerdos falsos. Son cuatro de los Cinco Finales.
Finalmente, Starbuck, quien todos pensaban que había muerto al explotar su caza durante una misión de exploración, reaparece de forma aparentemente milagrosa con un caza totalmente nuevo y anuncia que sabe cómo llegar a la Tierra y que va a conducir a la flota hasta allí.

### Razor
Como prólogo a la 4.ª temporada de la serie, el canal SciFi produjo un telefilme de larga duración llamado Razor (Navaja), que narra la historia de la nave Pegasus desde el ataque cylon a las Doce Colonias hasta su encuentro con la Galactica, a través de las peripecias de la joven oficial Kendra Shaw. El telefilme fue publicado en formato de DVD a finales de 2007.

### Cuarta temporada (1.ª parte)
La primera parte de la cuarta temporada de la serie se concentra en el descubrimiento de las identidades de los modelos cylon conocidos como Cinco Últimos y el descubrimiento de la Tierra, así como la difícil alianza que se establece entre los cylon rebeldes y los humanos. Esta primera parte corresponde a los diez primeros capítulos de la temporada (más Razor), que fueron los filmados antes de que la huelga organizada por el sindicato de guionistas detuviera la producción de todas las series de TV en Estados Unidos entre noviembre de 2007 y febrero de 2008.
En esta primera parte de la temporada, Kara Starbuck Thrace intenta convencer a los mandos de Galactica que ella conoce el camino hacia la Tierra. Mientras tanto, Gaius Baltar encuentra refugio entre un grupo de personas que le veneran como si se tratara de un profeta y que son, de hecho, creyentes en el Dios único de los cylons. Una serie de hechos sorprendentes reforzarán la creencia de que Baltar es un enviado divino, lo que acrecentará su poder e influencia en la flota. Por su parte, el almirante Adama y el resto de miembros de la flota descubren la identidad de los cuatro modelos cylons presentes entre ellos, lo que les llevará a replantearse el sentido de su lucha contra los cylons. Estas dudas aumentarán cuando los modelos cylon rebeldes, encabezados por la resucitada Número Tres (que conoce la identidad de los Cinco Finales) intentan llegar a una alianza con los humanos.
Finalmente, humanos y cylons rebeldes llegan al planeta conocido como Tierra, pero sus esperanzas de llegar al fin de su viaje y de sus penalidades se desvanecen al comprobar la terrible realidad: toda forma de vida en la Tierra ha sido destruida.

### Webisodios: La cara del enemigo
De forma similar a como había hecho al final de la 2.ª temporada de la serie, el canal SciFi presentó una miniserie de 10 episodios en su web durante el período de interrupción de la 4.ª temporada. Los episodios duran entre 3 y 6 minutos cada uno, y narran los sucesos ocurridos cuando una avería en una nave de transporte pone en grave peligro las vidas de sus tripulantes. Uno de ellos, el oficial Felix Gaeta hará un horrible descubrimiento sobre unos crímenes cometidos por los cylons en Nueva Caprica y en los que él había participado de forma involuntaria. Los hechos narrados en esta miniserie ayudan a entender la conducta de Gaeta durante la segunda parte de la temporada respecto a los cylons.

### Cuarta temporada (2.ª parte)
La segunda parte de la 4.ª temporada corresponde a los once últimos capítulos de la serie. En ellos se devela la identidad del último de los Cinco Finales cylon: se trata de Ellen Tigh, esposa de otro de los Cinco Últimos, Saul Tigh. Se devela también el origen de estos en la Tierra recién descubierta, cómo fueron testigos de su destrucción, cómo huyeron en busca de las 12 colonias y contactaron con los cylons centuriones al final de la Primera Guerra Cylon. También se descubre que estos cinco Cylons fueron quienes desarrollaron los modelos cylon humanoides –considerándose sus 'padres' en el sentido más familiar– y la tecnología de la resurrección. El primer Cylon humanoide creado fue Número Uno, conocido por ellos como "John", resultado del trasvase a un cuerpo orgánico del hasta entonces líder de los Cylons mecánicos. Los Cinco Últimos no deseaban la confrontación con los humanos, sino que buscaban realizar una alianza con ellos. Esto fue considerado como traición por el modelo Número Uno, que se rebeló en su contra y les condenó a vivir entre los humanos de las Doce Colonias con sus recuerdos borrados. Tigh y su esposa fueron infiltrados primero y bastantes años después los otros tres. 
Mientras tanto, el almirante Adama se enfrenta a un intento de golpe de Estado liderado por Felix Gaeta y el vicepresidente Tom Zarek, opuestos a toda colaboración con los cylons. Sin embargo, los golpistas fracasan en su intentona y mueren fusilados. Mientras tanto, la nave Galactica, envejecida y deteriorada, está viviendo sus últimos días. 
En su última misión, la Galactica permitirá a los humanos y los cylons rebeldes realizar un ataque definitivo contra el bando de los cylons liderado por el Número Uno y rescatar a la pequeña Hera, a la que tienen secuestrada y que, según las visiones de la presidenta Roslin, es quien tiene el secreto del futuro de la humanidad. El conflicto con los cylons llega así a su resolución. 
En un último y desesperado salto de la Galactica realizado por Kara Starbuck Thrace, la nave llega a un sistema solar desconocido cuyo tercer planeta es habitable. En recuerdo al planeta que buscaron durante tanto tiempo y que encontraron destruido y deshabitado, el almirante Adama decide llamar a este planeta habitable también "Tierra", pues es su verdadero fin del camino. Los colonos y cylons supervivientes deciden destruir sus naves y empezar una nueva vida en una nueva "Tierra". Poco después de su llegada al planeta, la presidenta Roslin muere a consecuencia del cáncer que sufría, mientras que Starbuck, una vez cumplida su misión, como "ángel" de Dios, de conducir a la humanidad a un nuevo hogar, desaparece misteriosamente. 
Finalmente, en un salto de 150 000 años en el tiempo, descubrimos a dos "ángeles" de Dios, con la apariencia de Gaius Baltar y la Número Seis, paseando por la Nueva York actual. Se revela que la humanidad, tal como la conocemos hoy, desciende de aquella pequeña Hera, híbrido de cylon y humano, identificada con la "Eva mitocondrial". Los dos "ángeles" se pierden entre la muchedumbre mientras reflexionan si la humanidad habrá aprendido algo después de todo lo sucedido y los años pasados.

### The Plan
Dado el alto nivel de seguimiento que había tenido la serie entre los aficionados y las numerosas dudas y preguntas que había despertado su argumento, los productores de Battlestar Galactica consideraron conveniente emitir una película de TV en la que se despejasen algunos de los enigmas que habían quedado inexplicados durante la emisión de los episodios regulares de la serie. Así surgió The Plan (El Plan, en referencia a los títulos iniciales de casi todos los episodios de la serie, que recordaban constantemente que los Cylons perseguían a los restos de la humanidad, añadiendo "...y tienen un Plan"). La película vuelve a narrar los sucesos ocurridos durante el episodio piloto y diversos momentos de la primera y segunda temporadas de la serie, pero esta vez desde el punto de vista Cylon, particularmente las maquinaciones del Cylon Número Uno para destruir a la humanidad. Entre otros misterios, se aclara por qué los Cinco Finales se encontraban diseminados en los planetas de las Colonias y en la flota con sus memorias borradas, así como la infiltración de Sharon Valerii (Número Ocho) y Shelly Godfrey (Número Seis) en la nave Galactica para atacar a Adama y Baltar respectivamente. Sin embargo, los sucesivos planes del Número Uno que está oculto en la Galactica van fallando uno tras otro, hasta que él mismo es delatado al aparecer otra copia que acompañó a Kara Thrace desde Caprica. Finalmente, las dos copias del Número Uno descubiertas discuten entre ellas, una defendiendo la destrucción de la Humanidad y la otra abogando por un entendimiento entre Cylons y humanos, antes de ser ambos ajusticiados por los humanos expulsándolos al vacío espacial.

## Personajes

### Principales
- Edward James Olmos como William Adama, oficial comandante de Battlestar Galactica.
- Mary McDonell como la presidente Laura Roslin, la única sobreviviente del gobierno de las Colonias. Antes de la destrucción de las mismas era la Ministra de Educación.
- Katee Sackhoff como Kara "Starbuck" Thrace, piloto.
- Jamie Bamber como Lee "Apollo" Adama, piloto e hijo de William Adama.
- James Callis como el Dr. Gaius Baltar, científico.
- Tricia Helfer como "Número Seis", una cylon humanoide.
- Grace Park como:
  - Número Ocho, una cylon humanoide.
  - Sharon "Boomer" Valerii, piloto y copia de Número Ocho.
  - Sharon "Athena" Agathon, otra copia de Número Ocho.

### Secundarios
- Michael Hogan como Saul Tigh, oficial ejecutivo de Battlestar Galactica.
- Aaron Douglas como Galen Tyrol, o "Jefe", líder de los departamentos combinados de mantenimiento, ingeniería, seguridad y provisiones.
- Tahmoh Penikett como Karl "Helo" Agathon, ingieniero en electrónica, quien trabaja con Tyrol.
- Alessandro Juliani como Felix Gaeta, oficial táctico del centro de información de combate de Galactica.
- Kandyse McClure como Anastasia Dualla, oficial de comunicaciones del centro de información de combate.
- Paul Campbell como Billy Keikeya, secretario personal de la presidente Roslin.
- Nicky Clyne como Cally Henderson, quien trabaja en el equipo de la zona de despegue y aterrizaje de Galactica.
- Michael Trucco como Samuel "Longshot" Anders, atleta y miembro de la resistencia en Caprica.

### Recurrentes

#### Battlestar Galactica
- Donnelly Rhodes como el Dr. Sherman Cottle, jefe médico de Battlestar Galactica.
- Bodie Olmos como Brendan "Hot Dog" Costanza, piloto.
- Leah Cairns como Margaret "Racetrack" Edmonson.
- Rekha Sharma como Tory Foster, asistente personal de la presidente Roslin.
- Kate Vernon como Ellen Tigh, esposa de Saul Tigh.
- Richard Hatch como Tom Zarek, figura política extemista y ex terrorista.
- Jen Halley como Diana "Hardball" Seelix, piloto.
- Luciana Carro como Louanne "Kat" Katraine, piloto.
- Sam Witwer como Alex "Crashdown Quartaro.
- Mark Sheppard como Romo Lampkin, un defensor público.
- Michelle Forbes como Helena Cain, capitana de Battlestar Pegasus.

#### Cylons
- Callum Keith Rennie como Leoben Conoy, traficante de armas/Número Dos, un cylon humanoide.
- Matthew Barnett como Aaron Doral, especialista en relaciones públicas/Número Cinco, un cylon humanoide.
- Lucy Lawless como D'Anna Biers, periodista/Número Tres, un cylon humanoide.
- Dean Stockwell como el Hermano John Cavill, un cura/Número Uno, un cylon humanoide.
- Rick Worthy como Simon O'Neill, un doctor trabajando para la resistencia de Caprica/Número Cuatro, un cylon humanoide.

## Publicación en packs

### DVD de la Miniserie
Publicados el 1 de marzo (Región 2) y el 28 de diciembre de 2004 (Región 1), incluía escenas eliminadas, comentarios en audio y un documental sobre cómo se hizo.

### DVD de la Primera Temporada
Publicados el 28 de marzo (Región 2) y el 20 de septiembre de 2005 (Región 1), incluía también escenas eliminadas. La versión de la Región 1 también incluía cortometrajes y anuncios humorísticos filmados especialmente para el Canal SciFi (actualmente Canal Sy Fy), además de la miniserie. Aun así, no contenía las características especiales incluidas en la publicación del DVD separado de la miniserie.
La versión en España de esta temporada se publicó en un formato de pantalla de 4:3, a diferencia de las demás publicaciones mundiales, en 16:9. Este formato se ha mantenido en las publicaciones conjuntas con las siguientes temporadas, publicadas en el formato 16:9.

### DVD de la Segunda Temporada
Tuvieron distintas versiones según la Región:
- En la Región 1 se publicaron dos volúmenes separados (llamados "Season 2.0" y "Season 2.5") que se correspondían con la huelga a mitad de temporada en la programación de su emisión. Cada volumen de la Región 1 contenía la mitad de la temporada, junto a escenas eliminadas y podcasts previamente disponibles en la web oficial. La "Season 2.5" también contenía una versión extendida de "Pegasus", el último episodio de la primera mitad de la temporada.
- En las Regiones 2 y 4 se publicó un único volumen, incluyendo solo la versión extendida de "Pegasus", los comentarios y escenas borradas de la "Season 2.0" de la Región 1, faltando los de la "Season 2.5" y la versión original más corta de "Pegasus". La publicación canadiense en DVD de la "Season 2.0" se retrasó hasta el 25 de abril de 2006, pues los episodios se empezaron a emitir en enero del 2006.

### DVD de la Tercera Temporada
Publicados el 18 de marzo de 2008 (Región 1), el 3 de septiembre de 2007 (Región 2), y el 20 de noviembre de 2007 (Región 4). Los DVD de las Regiones 2 y 4 no contienen extras, aunque el pack de la Región 2 contiene una recapitulación de 45 minutos de las dos temporadas anteriores (construida con extractos enlazados de las mismas y una narración de fondo).

### DVD de la Cuarta Temporada
Publicados en dos partes, al igual que la Segunda Temporada. En las Regiones 1, 2 y 4, la película de TV "Razor" ("Navaja") se incluyó en "Season 4.0" (al ser técnicamente parte de la temporada, a pesar de haber sido publicada por separado en fechas anteriores). Aun así, en la Región 1 se incluyen ambas versiones de Razor (cortada y extendida) en el pack "4.0".

### Versiones HD DVD y Blu-Ray
El 14 de agosto de 2007, Universal Studios Home Entertainment anunció que la miniserie y la 1.ª temporada se publicarían el 4 de diciembre de 2007 para la Región 1 en el formato HD DVD (disco de alta definición), ahora ya abandonado. Las especificaciones técnicas incluyen 1080p/transferencias VC-1 de la miniserie y cada episodio en tasa de aspecto de pantalla en 16:9, además de opciones de sonido envolvente Dolby TrueHD 5.1 y Dolby Digital-Plus 5.1. Cada temporada ha tenido también posteriormente su publicación en Blu-ray Disc.

### Pack de la serie completa
Publicado en DVD y Blu-ray Disc el 28 de julio de 2009 en edición limitada y con una figura de Centurión Cylon en ciertas zonas. Para la Región 1 fue reeditada el 6 de abril de 2010 con un nuevo empaquetado e incluyendo la película "The Plan" (no incluida en la Región 2).

## Premios

### Obtenidos
- 2004: Premios Saturn a la mejor presentación de serie de televisión (en la miniserie)
- 2004: Premio VES de la Visual Effects Society a los efectos visuales (en la miniserie)
- 2005: Premio Hugo a la mejor representación dramática en formato corto por el episodio 33
- 2005: Premio Saturn a la mejor serie de televisión
- 2005: Top Ten del año de los mejores programas televisivos del American Film Institute
- 2005: Primera posición en la selección de los mejores del año del Time Magazine
- 2006: Premios Saturn a la mejor serie de televisión por cable
- 2006: Premios Saturn al mejor actor de reparto a James Callis (Dr. Gaius Baltar)
- 2006: Premios Saturn a la mejor actriz de reparto a Katee Sackhoff (Kara Thrace)
- 2006: Premio Peabody
- 2006: Premio Leo a mejor actriz principal a Tricia Helfer (Número 6)
- 2006: Top Ten del año de los mejores programas televisivos del American Film Institute
- 2006: Premio Scream al mejor programa de televisión
- 2006: Premio VES a la animación de personajes por los centuriones cylon en el episodio Fragged
- 2006: Premio Peabody
- 2007: Premios Saturn a mejor serie de televisión por cable
- 2007: Emmy a los mejores efectos visuales para serie por el episodio Éxodo, parte 2
- 2007: Premio RedEye al mejor personaje televisivo por Kara Thrace a.k.a. Starbuck
- 2007: Premio VES a las maquetas por el episodio Resurrection Ship, parte 2
- 2007: Premio VES a los efectos visuales por el episodio Exodus
- 2007: Premio ALMA al mejor actor a Edward James Olmos (Almirante William Adama)
- 2008: Emmy a los mejores efectos visuales para una serie por el episodio He That Believed In Me.
- 2009: Premios Saturn a mejor serie de televisión por cable, mejor actor de TV (Edward James Olmos) y mejor actriz de TV (Mary McDonnell)
- 2009: Premios Jules Verne a James Callis, Mary McDonnell y Jamie Bamber

### Candidata
- 2004: Premios Saturn a los mejor actriz de reparto a Katee Sackhoff (Kara Thrace) (en la miniserie)
- 2004: Emmy a mejores efectos visuales, edición de sonido y cámara (en la miniserie)
- 2004: Premio VES a la mejor composición y mejores modelos y miniaturas (en la miniserie)
- 2005: Premio Nébula de guion a Carla Robinson, Bradley Thompson y David Weddle por el episodio Act of Contrition/You Can´t Go Home Again
- 2005: Emmy a mejores efectos visuales por ls episodios 33 y The Hand of God
- 2005: Premio VES al mejor personaje animado por el episodio 101
- 2006: Premio Nébula de guion a Michael Taylor por el episodio Unfinished Business
- 2006: Premio Hugo a la mejor representación dramática por el episodio Pegasus
- 2006: Premios Saturn a mejor edición en DVD por las temporadas 1 y 2
- 2006: Premios Saturn a mejor actor de reparto a Jamie Bamber (capitán Lee Adama)
- 2006: Emmy a mejor vestuario (Lay Down Your Burdens, part 2), sonido (Scattered) y efectos visuales (Resurrection Ship, Part 2)
- 2006: Premio ALMA al mejor actor a Edward James Olmos (Almirante William Adama)
- 2006: Premio VES a la animación de personajes por los centuriones cylon en el episodio Valley of Darkness
- 2006: Premio Image al mejor actor a Edward James Olmos (Almirante William Adama)
- 2006: Golden Reel a la mejor edición de sonido por el episodio Flight of the Phoenix
- 2007: Writers Guild of America a Ronald D. Moore por el episodio Occupation/Precipice
- 2007: Premio Hugo a la mejor representación dramática por el episodio Downloaded
- 2007: Premios Saturn a mejor actor a Edward James Olmos (Almirante William Adama), actriz a Katee Sackhoff (Kara Thrace) y actor de reparto a James Callis (Dr. Gaius Baltar)
- 2007: Premio CSC (Canadian Society of Cinematographers) a mejor fotografía por el episodio Occupation
- 2007: Emmy a mejor director (Exodus, Part 2), guionista (Occupation/Precipice) y sonido (Exodus", part 2)
- 2007: Premio VES a mejor personaje animado (episodio Downloaded) y mejor composición (Resurrection Ship, part 2)
- 2007: Golden Reel a la mejor edición de sonido por los episodios Occupation/Precipice y Exodus, part 2